# مرجع شکاف‌باندی بروکو
مرجع شکاف‌باندی بروکو (به انگلیسی: Brokaw bandgap reference) یک مدار مرجع ولتاژ است که به‌طور گسترده در مدارهای مجتمع مورد استفاده قرار می‌گیرد، ولتاژ خروجی در حدود ۱٫۲۵ ولت با وابستگی دمایی کم است. این مدارِ خاص یک نوع مرجع ولتاژ شکاف‌باندی است، به نام پل بروکو، نویسنده اولین انتشار آن.

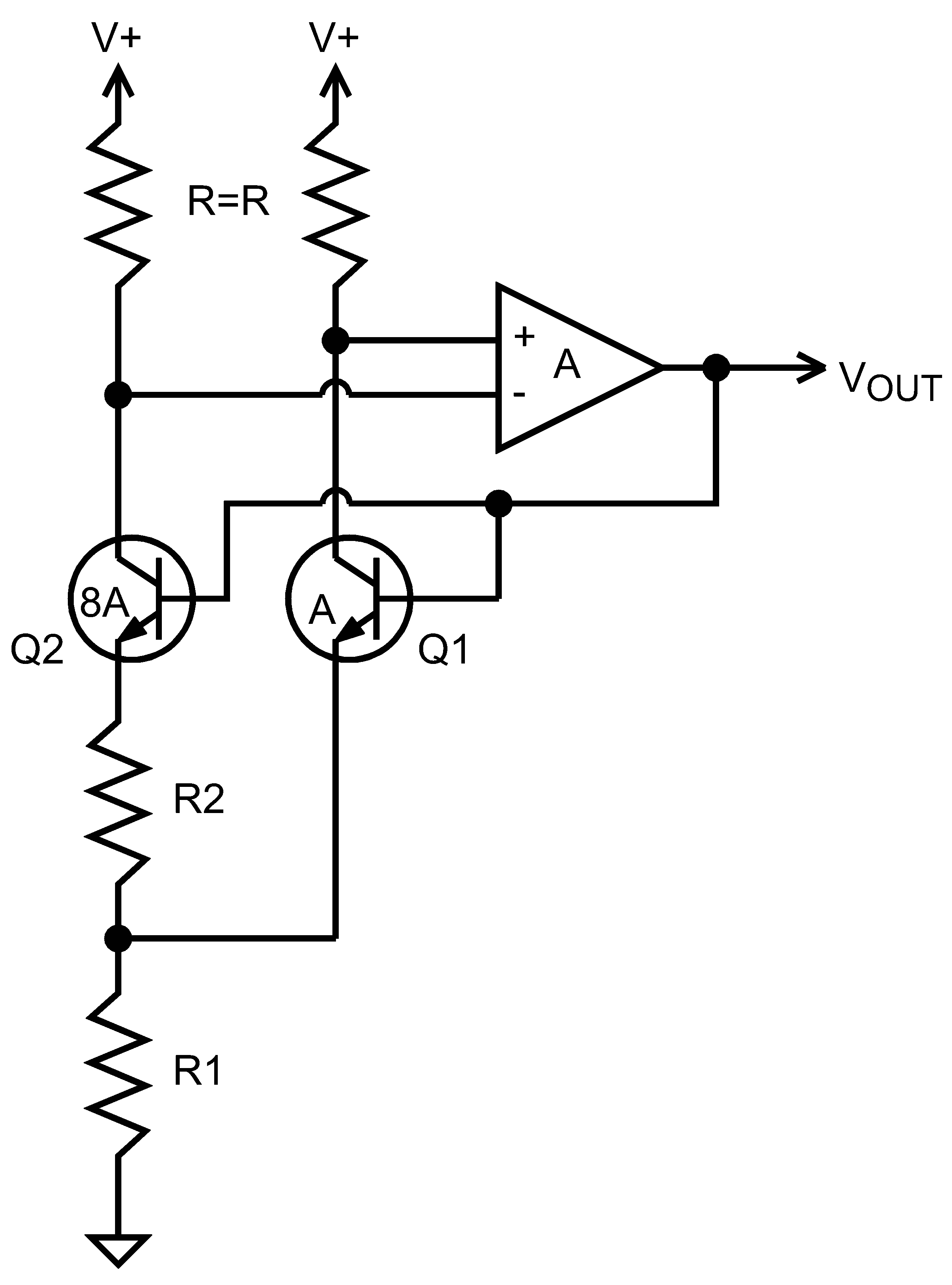
مدار نظری یک شکاف‌باند بروکو

مدار مانند تمام منابع شکاف‌باندی مستقل از دماست، مدار، منبع ولتاژی داخلی دارد که دارای ضریب دمای مثبت و منبع ولتاژ داخلی دیگری است که دارای ضریب دمای منفی است. با جمع کردن این دو با هم، می‌توان وابستگی دما را لغو کرد. علاوه بر این، هر یک از دو منبع داخلی را می‌توان به عنوان سنسور دما استفاده کرد.
در مرجع شکاف‌باندی بروکو، مدار از بازخورد منفی (با استفاده از یک تقویت‌کننده عملیاتی) برای مجبور کردن جریان ثابتی از طریق دو ترانزیستور دوقطبی با مساحت امیتر مختلف، استفاده می‌کند.